# Орговський радіооптичний телескоп
Орговський радіооптичний телескоп, також відомий як РОТ-54/2.6 або Дзеркальний радіотелескоп Геруні, — перший у світі радіооптичний телескоп, створений вірменським радянським науковцем Парісом Геруні. Розташований на схилі гори Арагац у Вірменії, на території Наукового центру Арагаца. Складається з напівсферичного радіотелескопа діаметром 54 м й оптичного телескопа з дзеркалом діаметром 2,6 м. Активно працював приблизно в 1987-1990 роках, після чого більшу частину часу перебував на реконструкції або на консервації.

## Розташування
Розташований у гірській місцевості за 40 кілометрів від Єревана, біля сіл Оргов та Тегер, на горі Арагац, на висоті 1711 метрів над рівнем моря. З території телескопа видно середньовічний монастир Тегер, який знаходиться за кількасот метрів.
Радіотелескоп має діаметр 54 м. Він напівсферичний і стаціонарний. Його рухоме вторинне дзеркало має діаметр 5 м. Це забезпечує корисний діаметр 32 м. Він має точність поверхні приблизно 70 мкм, що забезпечує робочу довжину хвилі 30-3 мм (частоти 10-100 ГГц), хоча спочатку телескоп розроблявся для спостереження на хвилях до 1 мм (300 ГГц). 
Оптичний телескоп має дзеркало діаметром 2,6 м з фокусною відстанню 10 м.

## Історія

### Будівництво
У 1964 році Паріс Геруні, молодий заступник директора з науки Інституту радіофізики та електроніки АН Вірменської РСР, запропонував Сергію Корольову побудувати перший у світі радіооптичний телескоп, у якому головне сферичне дзеркало було б нерухоме, а наведення виконувалось би за допомогою другого, допоміжного дзеркала. Корольов схвалив пропозицію, і після певних бюрократичних зволікань команда вчених під керівництвом Геруні розпочала будівництво телескопа.
Проєктуванням і будівництвом телескопа займався НДІ радіофізики в Єревані. Спочатку Геруні планував зробити нерухоме дзеркало діаметром 100 або навіть 200 метрів, проте погодити фінансування вдалося лише за проєктом меншого розміру. В результаті нерухоме сферичне радіодзеркало телескопа має діаметр 54 метри, а оптичне дзеркало — діаметр 2,6 метра, що й пояснює скорочену назву цього радіооптичного телескопа РОТ-54/2.6. У 1970-х роках був виданий дозвіл на будівництво, а активна фаза будівництва тривала з 1981 по 1985 рік.
За допомогою вибухів на схилі гори Арагац створили котлован, а потім у ньому залили бетонну чашу. У ній на залізних трубах закріпили 3600 щитів із високоміцних сплавів на основі алюмінію з добавками міді, магнію та марганцю. Особливу технічну складність представляло полірування щитів, адже від якості поверхні щитів залежить прийом радіохвиль у міліметровому та субміліметровому діапазонах. Тому кожний щит середнім розміром один на один метр був вручну відлитий та оброблений з точністю 70 мкм.
Щоб реалізувати цей трудомісткий задум, побудували ливарний цех, у якому встановили привезений із Росії великий карусельно-токарний верстат для доведення поверхні відлитих щитів до потрібної точності. Як розповідає біограф Геруні Рубен Тер-Антонян: «У Єревані Геруні знайшов старого майстра з лиття алюмінію, який уже вийшов на пенсію, і переконав його, що він єдиний, хто здатний якісно відлити потрібну кількість щитів».
Телескоп був завершений 1986 року. Того ж року Геруні отримав патент з присвоєнням винаходу назви «Дзеркальний радіотелескоп Геруні». До 1987 року добудували всю необхідну інфраструктуру, і телескоп був зданий в експлуатацію.

### Робота телескопа

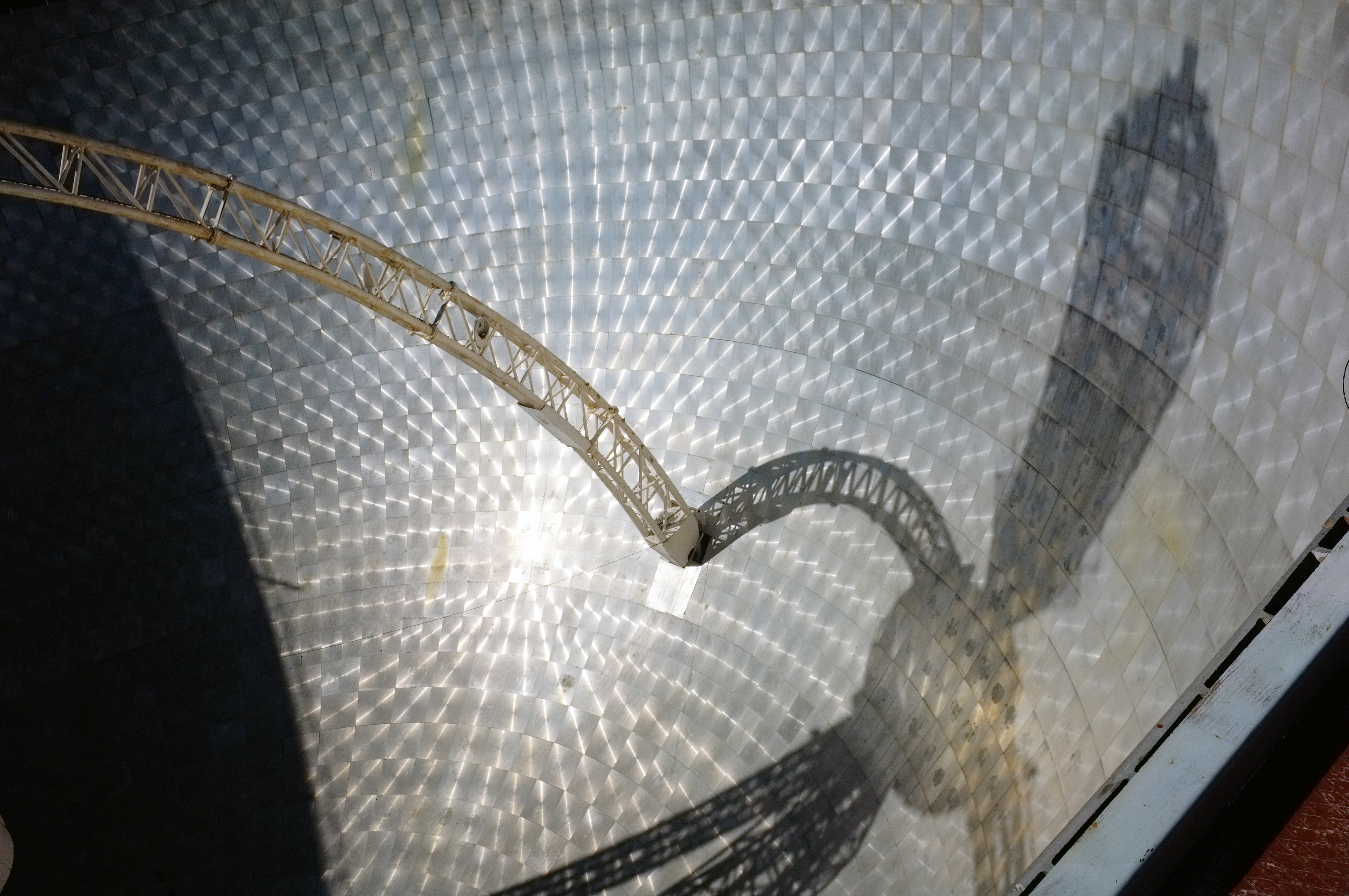
Частина сферичного дзеркала телескопа

Телескоп повноцінно працював з 1987 по 1990 рік. Був зареєстрований вибух червоного гіганта в сузір'ї Близнят, опубліковані статті в наукових журналах СРСР і за кордоном, зроблено доповіді на конференціях.
Телескоп пережив Спітакський землетрус 1988 року без значних пошкоджень.
Приблизно в 1990 році роботу телескопа припинили.

### Консервація й ремонт
У середині 1990-х років була запропонована реставрація телескопа. У 1995–2010 роках телескоп був модернізований за допомогою нових комп’ютерів керування та нових каналів, і спостереження відновилися у співпраці з Російським астрономічним товариством та Афінським національним технічним університетом. Однак більшість будівель на території наукового центру залишались покинутими. 
2012 року телескоп припинив роботу, коли вийшов з ладу важіль керування, що знерухомило вторинне дзеркало. Вірменська держава не змогла виділити необхідні на ремонт кошти, і дослідницький комплекс законсервували. Для подальшої експлуатації телескопа треба було оновити систему керування, провести комплексне юстування, змінити застарілі аналогові датчики на цифрові, модернізувати систему обробки даних. Загальна вартість модернізації оцінювалась у $25 млн.
У 2019 році був підготовлений проєкт реставрації телескопа, який планували розпочати вже того ж року.
Станом на 2021 рік телескоп перебував в робочому стані, але майже не працював.